# IC 2099
IC 2099 ist eine linsenförmige Galaxie vom Hubble-Typ S0 im Sternbild Eridanus südlich des Himmelsäquators. Sie ist schätzungsweise 119 Millionen Lichtjahre von der Milchstraße entfernt.
Das Objekt wurde am 17. Februar 1903 von Isaac Roberts entdeckt.